# Gamblea pseudoevodiifolia
Gamblea pseudoevodiifolia là một loài thực vật có hoa trong Họ Cuồng. Loài này được (K.M.Feng) C.B.Shang, Lowry & Frodin mô tả khoa học đầu tiên năm 2000.